# ماريسا ديلغادو
ماريسا ديلغادو هي ممثلة فلبينية، ولدت في 1947.

## وصلات خارجية
- ماريسا ديلغادو على موقع IMDb (الإنجليزية)
- ماريسا ديلغادو على موقع قاعدة بيانات الفيلم (الإنجليزية)